# Mistrzostwa Świata w Aerobiku 2006
Mistrzostwa świata w aerobiku 2006 odbyły się w Nankinie w dniach 1-3 czerwca 2006. Była to 9. edycja mistrzostw.

## Rezultaty

### Kobiety indywidualnie
| Pozycja | Gimnastyczka            | Narodowość    | Pkt    |
| ------- | ----------------------- | ------------- | ------ |
|         | Marcela Lopez           | Brazylia      | 21.600 |
|         | Huang Jinxuan           | Chiny         | 20.350 |
|         | Elmira Dassaeva         | Hiszpania     | 20.250 |
| 4       | Arianna Ciucci          | Włochy        | 20.000 |
| 5       | Angela McMillian        | Nowa Zelandia | 19.850 |
| 6       | Ekaterina Czerepanowa   | Rosja         | 19.800 |
| 7       | Cristina Simona Nedelcu | Rumunia       | 19.650 |
| 8       | Tania Mihaela Pohoata   | Rumunia       | 19.300 |

### Mężczyźni indywidualnie
| Poz. | Gimnastyk      | Narodowość | Pkt    |
| ---- | -------------- | ---------- | ------ |
|      | Ao Jinping     | Chiny      | 21.700 |
|      | Ivan Parejo    | Hiszpania  | 21.200 |
|      | Mircea Zamfir  | Rumunia    | 21.050 |
| 4    | Vito Iaia      | Włochy     | 20.850 |
| 5    | Popa Bogdan    | Rumunia    | 20.700 |
| 6    | Grégory Alcan  | Francja    | 20.700 |
| 7    | Jonatan Canada | Hiszpania  | 19.900 |
| 8    | Song Bo        | Chiny      | 19.750 |

### Pary mieszane
| Poz. | Gimnastycy                                           | Narodowość | Pkt    |
| ---- | ---------------------------------------------------- | ---------- | ------ |
|      | Tudorel-Valentin Mavrodineanu, Tania Mihaela Pohoata | Rumunia    | 20.450 |
|      | Wilkie Satti Sanchez, Giovanna Lecis                 | Włochy     | 20.250 |
|      | Aurélie Joly, Julien Chaninet                        | Francja    | 20.200 |
| 4    | Cristina Antonescu, Mircea Brinzea                   | Rumunia    | 20.150 |
| 5    | Huang Jinxuan, He Shijian                            | Chiny      | 19.550 |
| 6    | Israel Carrasco, Saray Martin                        | Hiszpania  | 19.400 |
| 7    | Margarita Stojanowa, Radosłow Żiwkow                 | Bułgaria   | 19.400 |
| 8    | Fan Jie, Ni Zhenhua                                  | Chiny      | 19.250 |

### Tria
| Poz. | Gimnastycy                                                                    | Narodowość | Pkt.   |
| ---- | ----------------------------------------------------------------------------- | ---------- | ------ |
|      | Mircea Brinzea, Tudorel-Valentin Mavrodineanu, Mircea Zamfir                  | Rumunia    | 21.500 |
|      | Zhang Peng, Qin Yong, Yu Wei                                                  | Chiny      | 21.350 |
|      | Raluca Elena Babaligea, Constantina Madalina Cioveie, Cristina Simona Nedelcu | Rumunia    | 20.600 |
| 4    | Cosimo D, Vito Iaia, Emanuele Pagliuca                                        | Włochy     | 20.350 |
| 5    | Margarita Stojanowa, Assia Ramizowa, Galina Lazarowa                          | Bułgaria   | 20.300 |
| 6    | Liu Pengcheng, Zhang Xiaolong, Tian Kun                                       | Chiny      | 20.150 |
| 7    | Jonatan Canada, Israel Carrasco, Ivan Parejo                                  | Hiszpania  | 19.800 |
| 8    | Eugenia Anisimowa, Irina Klopowa, Julia Amosowa                               | Rosja      | 19.750 |

### Wielobój drużynowo
| Poz. | Gimnastycy | Państwo   | Pkt    |
| ---- | --- | --------- | ------ |
|      | Yan Song, Qin Yong, Xiong Deliang, He Shijian, Ao Jinping, Yu Wei                                                                  | Chiny     | 21.600 |
|      | Gaylord Oubrier, Xavier Julien, Morgan Jacquemin, Adrien Galo, Vivien Peralta, Nicolas Garavel                                     | Francja   | 20.850 |
|      | Tang Peng, Wu Yongjun, Zhang Zhuo, Zhang Xue, Guo Xiaoping, Li Jia                                                                 | Chiny     | 20.350 |
| 4    | Raluca Elena Babaligea, Cristina Antonescu, Constantina Madalina Cioveie, Cristina Marin, Cristina Simona Nedelcu, Izabela Lacatus | Rumunia   | 20.300 |
| 5    | Denis Karepow, Konstantin Nekrasow, Władimir Worobjow, Roman Timko, Sergiej Konstantinow, Danila Shohin                            | Rosja     | 19.750 |
| 6    | Lora Bertone, Arianna Ciucci, Daniela Tosci, Cinzia Galletti, Lisa Milani, Alice Capitani                                          | Włochy    | 19.400 |
| 7    | Jonatan Canada, Israel Carrasco, Saray Martin, Alexandra Torres, Ivan Parejo, Toni Leyva                                           | Hiszpania | 19.300 |
| 8    | Elena Kuroczkina, Eugenia Anisimowa, Ekaterina Czerepanowa, Anastasia Ahmadiewa, Irina Klopowa, Julia Amosowa                      | Rosja     | 19.250 |

## Tabela medalowa
| Miejsce | Państwo   | Złoto | Srebro | Brąz | Razem |
| ------- | --------- | ----- | ------ | ---- | ----- |
| 1       | Chiny     | 2     | 2      | 1    | 5     |
| 2       | Rumunia   | 2     | 0      | 2    | 4     |
| 3       | Hiszpania | 0     | 1      | 1    | 2     |
| 3       | Francja   | 0     | 1      | 1    | 2     |
| 4       | Brazylia  | 1     | 0      | 0    | 1     |
| 5       | Włochy    | 0     | 1      | 0    | 1     |